# Дендроекологија
Дендроекологија je грана дендрохронологије која се бави односима између образаца у датираним серијама прстенова дрвећа и свих еколошких фактора који могу утицати на те обрасце. Она користећи дендрохронологију за анализу историјских еколошких процеса, проучава промена локалног амбијента и бави се односима између образаца у датираним серијама прстенова дрвећа и свих еколошких фактора који могу утицати на те обрасце.

## Основне информације
Са развојем дендрохронологије, науке о датовању на основу годишњег раста годова, настала су њене две поддисциплине - дендроклиматологија (која се бави проблемима садашње и прошле климе) и дендроекологија (која се бави темама које се односе на (ауто)екологију различитих врста дрвећа). Истраживачки пројекти дендроекологије се фокусирају на раст и динамику популације врста и интеракцију са животном средином.
Употреба метода прстенова (годова) дрвећа за проучавање еколошких процеса, познатих као дендроекологија, је у процвату током последње деценије. Верује се да ће невероватни методолошки помаци у овој поддисциплини  дендрохронологије у последњих пола века бити даље унапређени сврсисходном интеграцијом са другим еколошким поддисциплинама и ширењем обима дендроекологије, како у погледу метода, тако и у области теорије, од којих ће имати велику корист широк спектар еколошких дисциплина кроз инкорпорацију једне од највећих предности дендрохронологије: високо разрешених еколошких података који се протежу од годишњих доба до векова.
Пошто су ови подаци још увек алармантно оскудни у екологији, али су кључни за разумевање екологије дугоживих организама, верује се да ће боља интеграција дендроекологије и главне екологије имати користи за обе дисциплине.

## Историја
Прстенови дрвећа, једногодишњи по природи и одражавају окружење, препознати су миленијумима уназад. У западној литератури, најранија пријављена расправа о идеји да прстенови дрвећа одражавају услове животне средине приписује се Леонарду да Винчију. Друге референце на ову тему су спорадично документоване између тада и раног 20. века, када се модерна дисциплина дендрохронологије формирала под вођством А. Е. Дагласа—астронома који је радио у Аризони. Дагласа је првенствено занимао потенцијал да користи прстенове дрвећа за проучавање утицај сунчевих пега на временске прилике, а његов рани рад дефинисао је кључне принципе дисциплине, од којих је најкритичнији „укрштање“ унутар и између узорака дрвећа, што је основа за апсолутно годишње датирање које та техника обезбеђује. Било је, међутим, и користи од прстенова дрвећа као независне технике археолошког датирања која је резултовала драматичним ширењем интересовања за ову дисциплину. И док се рани рад фокусирао на датирање древних индијанских структура на југозападу САД, други истраживачи су почели да спроводе дендрохронолошка истраживања у другим областима Сједињених Америчких Држава и Европи. 
Поред дендроархеологије, многи истраживачи су почели да користе податке о прстеновима дрвећа за реконструкцију прошлих климатских услова, што је довело до развоја прилично лабаво дефинисаних поддисциплина дендроклимотологије и, на крају, дендроекологије, од којих се прва одликују искључиво фокусирањем на коришћење прстенова дрвећа за реконструкцију историје климе, а не проучавање утицаја климе на раст дрвећа. 
Током 1970-их  започела је ера повећаног интересовања за еколошке информације доступне у прстеновима дрвећа, а истраживачи су почели да развијају различите дендроеколошке записе како би истражили теме као што су ендогена динамика састојака, као и природни поремећаји и поремећаји посредовани људима, као што су ефекти пожара, биљоједи инсеката, сече, загађења животне средине и других егзогених утицаја. У скорије време, многа нова дендроеколошка истраживања фокусирала су се на окружења тропских шума, у неким случајевима користећи нове технике као што је анализа стабилних изотопа у покушају да се откријау записи у прстеновима дрвећа, и да се они разликују од оних врста без видљиве годишње структуре прстена.

## Принципи
Док је екологија наука којa проучавање односе међу живим организмима и између организама и њиховог физичког окружења, дендрологија проучава дрво и унутрашње  и екстерне (еколошке) утицаји на процесе у дрвету.
У дендроекологији се примењују следећи принципи:
- Анализа прстенова стабла користи се да бисмо разумели бројне утицаје на само дрво
- Да су кима, земљиште и друге варијабле које утичу на раст дрвећа независни променљиве

- Да након калибрације, можемо користити раст стабала за реконструисање других еколошких процесе (нпр пожара, утицаје инсеката)

| „Унутрашњи“ утицаји | „Спољашњи“ утицаји |
| --- | --- |
| - Генетски шаблон - Физиолошко стање - Биохемијска кинетика и енергетика - Анатомска структура - Интрацелуларна сигнализација - Репродуктивна алокација | - Ограничавање раста ресурса (светло, вода, хранљиве материје) - Конкурентна животна средина - Услови који ограничавају ниво (температура) - Болест, биљоједи |

## Форензичка примена дендроекологије
Дендроеколошка и фитоскрининг истраживања су нове форензичке технике које су достигле научну зрелост у смислу њихове способности да обезбеде поткрепљујуће доказе о ослобођеним загађивача у тлу и подземним водама. У неким случајевима, дендроекологија такође може пружити увид у узрочно-последичне везе између ослобађања загађивача и присуства истог загађивача у прстену дрвећа. Недавна еволуција дендроеколошких истраживања развила је технику узорковања чврсте фазе микроекстракције (СПМЕ), које омогућавају континуирано узорковање и обезбеђују ниже границе детекције у односу на традиционалну анализу узорака језгра дрвета у простору.

### Идентификација извора загађивача
Употреба дендроеколошких истраживања за идентификацију присуства загађивача постала је корисна у интрузивном испитивања паре тла, тла и/или подземних вода што је опширно документована у рецензираној литератури и може бити повезана са дискретним извором, често путем изотопа. Анализа рафинираних аспекта ове апликације засновани су на повезивању загађивача који се налази у деблу, грани или листу дрвета са специфичним смером извора у односу на дрво. Један од могућих приступа је употреба тродимензионалне варијације у градијенту концентрације загађивача преко стабла дрвета као индикатора градијента концентрације у подземној води и потенцијално за указивање на извор испуштања загађивача, пошто се верује да аксијална адвекција премашује радијалну и азимутску 3 дифузију у великим стаблима. У случајевима са аксијалним брзинама сока од 1 метар на сат, минималном неаксијалном адвекцијом и ПЦЕ и ТЦЕ дифузивностима у распону од 0,32 до 25  ×  10 -7 cm²/s у дрвету, очекује се секторски транспорт загађивача. Код високо интегрисаних врста, успоравање ових хидрофобних загађивача може довести до секторског уноса и дистрибуције загађивача, упркос значајном, иако можда пролазном, неаксијалном протоку.
Да би се минимизирали могући лажни позитивни резултати и потенцијалне области неаксијалног транспорта, неколико језгара дрвећа треба узети азимутално са дрвета на конзистентној висини тако да се може проценити варијабилност загађивача унутар појединачног дрвета. Када се добију и анализирају узорци језгра дрвета, могућност коришћења овог приступа може се испитати квантификовањем секторског уноса и израчунавањем центра масе загађивача попречног пресека преко једначине за израчунавање.
Овај приступ претпоставља да постоји прилично стрма концентрација загађивача. У једној студији, секторски унос у бор пречника 36,5 cm корелирао је са стрмим градијентом контаминације подземне воде, где су се концентрације ТЦЕ кретале од 10 mg/l (север) до мање од 0,1 mg/l  (југ) на 10 метара. Језгра дрвећа са југозападне и југоисточне стране бора садржавала су 5087 и 6025 ппбв хеадспаце, док су концентрације језгара са северозапада и североистока биле 1975 и 1925 ппбв. У другим теренским студијама, утврђено је да су концентрације ПЦЕ и ТЦЕ у води ксилема дрвета за један до три реда величине ниже од стварних концентрација подземних вода.
Године 1997. спроведена је студија дуж реке Сан Педро у југоисточној Аризони како би се испитало упијање воде памучним дрветом, врбама и мескитом. На сваком од неколико локација за узорковање, седам до 10 јединки сваке врсте је насумично одабрано, а свако појединачно дрво је више пута узорковано у кључним временима (пролеће, летња суша и сезона монсуна) током сезоне раста да би се одредили сезонски обрасци коришћења извора воде. Стабилни изотопи кисеоника у води из ксилема екстраховани из узорака гранчица коришћени су као природни трагач за мерење фракционог уноса биљака из подземних вода, влаге у тлу, поточне воде и падавина. Земљишта за изотопску анализу сакупљена су на свакој локацији са дубине од 5, 10, 25, 50 и 100 cm. У сваком периоду узорковања и на свим локацијама, прикупљана је поточна вода и узорковане су подземне воде из бунара за праћење подземних вода.
Монсунске кише су имале δ18 О вредности у распону од 1,8 до −3,0‰, а подземне воде су имале стабилне вредности током целе године, у просеку −8,3‰ 4 и −8,5‰ на две локације узорковања. Мала варијација у вредностима δ18 О ксилемске воде памучног дрвета догодила се између јунске суше и након значајног уноса монсунских падавина (26,7 mm), што указује да се дрво памука првенствено ослањало на подземне воде чак и након значајне монсунске кише. Међутим, на другом месту узорковања δ18 О ксилемске воде памучног дрвета показало је обогаћивање у августу у односу на ксилемску воду узорковану у јуну, што указује да је део ксилемске воде изведен из влаге у земљишту. Иако није форензичка истрага сама по себи, ова студија сугерише прилику да се користи дендроекологија и анализа стабилних изотопа како би се направила разлика између воде у тлу која указује на оближње површинско ослобађање хлорисаних угљоводоника и извора контаминације који је јединствено повезан са контаминацијом подземне воде која потиче надоградњу узорковане вегетације.